# Thaumetopoea herculeana
La procesionaria del suelo (Thaumetopoea herculeana) es una especie de polilla de la familia Thaumetopoeidae.
Su área de distribución abarca gran parte de la península ibérica y la costa mediterránea de África y Oriente Próximo, desde Marruecos hasta Líbano, habiéndose citado también en Fuerteventura.
Fue descrita por el entomólogo francés Jules Pierre Rambur en su obra Faune Entomologique de l'Andalousie, en la lámina XIV, que data de 1837. Emparentada con la procesionaria del pino (T. pityocampa), esta especie sin embargo no es urticante. Como su nombre indica, la procesionaria del suelo no está ligada a los árboles, sino que se alimenta de plantas herbáceas y arbustivas (como por ejemplo Helianthemum, Geranium, Erodium y Cistus), y es la única especie de procesionaria no arborícola.
En su fase de oruga presenta una coloración negruzca con pilosidad abundante de tonos verdosos o azulados. De carácter gregario, en ocasiones es confundida con la oruga de los prados (Ocnogyna baetica), cuyo aspecto es en realidad rojizo y tampoco es urticante. En su fase de imago, muestra un tórax densamente piloso de tonalidades pardas y blanquecinas, llegando a alcanzar de 30 a 40 mm de envergadura alar, según su procedencia. Es una especie univoltina cuyo periodo de vuelo es de agosto a noviembre y cuyo estadio larval transcurre en primavera.